# 市原市立有秋東小学校
市原市立有秋東小学校（いちはらしりつ ゆうしゅうひがししょうがっこう）は、千葉県市原市不入斗にある公立小学校。文部科学省学校コードはB112210004440、旧学校調査番号は121062。通称は東小（ひがししょう）。

## 概要
市原市西部の有秋地区に位置する。明治時代に開校した歴史のある小学校で、2017年に創立130周年を迎えている。昭和中期の高度成長期ごろに、児童数増加の傾向が見られたことから、市原市立有秋西小学校を分離している。
市原市では全ての市立学校において2学期制を採用している

## 沿革

### 概歴
1873年（明治6年）に深城小学校と片又木小学校の2校が開校し、1887年（明治20年）に両校が合併し有秋小学校として薬王寺にて開校した。1889年（明治22年）に有秋尋常小学校、1941年（昭和16年）に有秋国民学校、1947年（昭和22年）に姉崎町立有秋小学校、1963年（昭和38年）には市原市市制施行によって市原市立有秋小学校、更に1967年（昭和42年）に市原市立有秋東小学校と改称している。現校名への改称と同時に市原市立有秋西小学校を分離した。

### 年表
学校の年表は以下の通りである。
- 1887年（明治20年）4月4日 - 有秋小学校として開校。
- 1889年（明治22年）4月1日 - 有秋尋常小学校に改称。
- 1924年（大正13年）4月1日 - 校旗制定。
- 1939年（昭和14年）4月6日 - 有秋尋常高等小学校に改称。
- 1941年（昭和16年）4月1日 - 有秋国民学校に改称。
- 1947年（昭和22年）4月1日 - 姉崎町立有秋小学校に改称。
- 1957年（昭和32年）2月11日 - 校歌制定。
- 1963年（昭和38年）5月1日 - 市原市立有秋小学校に改称。
- 1967年（昭和42年）4月1日 - 市原市立有秋東小学校に改称。市原市立有秋西小学校開校に伴う仮校舎を校内に設置。
- 1968年（昭和43年）4月1日 - 市原市立有秋西小学校が新校舎完成で移転。

### 校名の由来
初代校長が詠んだ「稚苗をおしえの庭に培いて秋のみのりの有るぞ楽しき」という句に由来する。

### 研究指定
現在又は過去に指定されていたものは以下の通りである。
- 1989年（平成元年） - 市指定「学力向上（算数）」
- 1991年（平成2年） - 市指定「学力向上（算数）」
- 1995年（平成6年） - 市指定「学力向上（算数）」
- 1998年（平成10年） - 市指定「コンピュータ活用教育」
- 1999年（平成11年） - 市指定「コンピュータ活用教育」
- 2002年（平成14年） - 市指定「総合的な学習」

## 施設

### 敷地
敷地の詳細は以下の通りである。
- 所在地：〒299-0115　千葉県市原市不入斗753番地
- 所有者：市原市
- 敷地面積：22,387m2
- 用途地域：第一種中高層住居専用地域
- 指定建蔽率：60%
- 指定容積率：200%
- 取得価格：843,335,000円

### 建物
敷地内の建物は以下の通りである。
| 棟番号 | 棟名称     | 構造 | 階数        | 延床面積   | 建築年 |        | 耐震情報   | Is値 | 備考       |
| ------ | ---------- | ---- | ----------- | ---------- | ------ | ------ | ---------- | ---- | ---------- |
| 001    | 校舎-1     | RC造 | 地上3階建て | 2,465.00m2 | 1971年 | 旧基準 | 耐震工事済 | 0.71 |            |
| 002    | 校舎-3     | RC造 | 地上3階建て | 1,502.00m2 | 1991年 | 新基準 | 耐震性あり |      |            |
| 003    | 校舎-2     | RC造 | 地上3階建て | 892.00m2   | 1975年 | 旧基準 | 耐震工事済 | 0.72 | [ 注釈 1 ] |
| 004    | 体育館     | S造  | 地上1階建て | 804.00m2   | 1978年 | 旧基準 | 耐震工事済 | 0.85 |            |
| 005    | 倉庫・物置 | S造  | 地上1階建て | 78.00m2    | 1999年 | 新基準 | -          |      |            |
| 006    | 倉庫・物置 | 木造 | 地上1階建て | 70.00m2    | 1985年 | 新基準 | -          |      |            |
| 007    | 倉庫・物置 | 木造 | 地上1階建て | 40.00m2    | 1973年 | 旧基準 | -          |      |            |

### 併設
- 有秋東小学校児童クラブ（学童保育）

## 通学区域
以下の町丁字とその範囲を通学区域として指定している。
- 片又木
- 有秋台東1丁目、2丁目の一部
- 豊成
- 立野
- 泉台1 - 5丁目
- 迎田の一部
- 不入斗の一部
- 深城の一部

## 通学区域内施設
- 第二姉ヶ崎幼稚園
- 迎田住宅

## 中学校区
1947年度 - 1963年度途中
- 姉崎町立姉崎中学校

1963年度途中 - 1977年度
- 市原市立姉崎中学校

1978年度 -
- 市原市立有秋中学校

## 隣接小学校区
- 市原市立青葉台小学校
- 市原市立有秋西小学校
- 市原市立有秋南小学校
- 市原市立姉崎小学校
- 市原市立東海小学校
- 市原市立海上小学校
- 市原市立光風台小学校
- 市原市立戸田小学校